# Hans Borer
Hans Borer (* 23. November 1924 in Olten; † 29. August 2002 in Solothurn) war ein Schweizer Bildhauer.

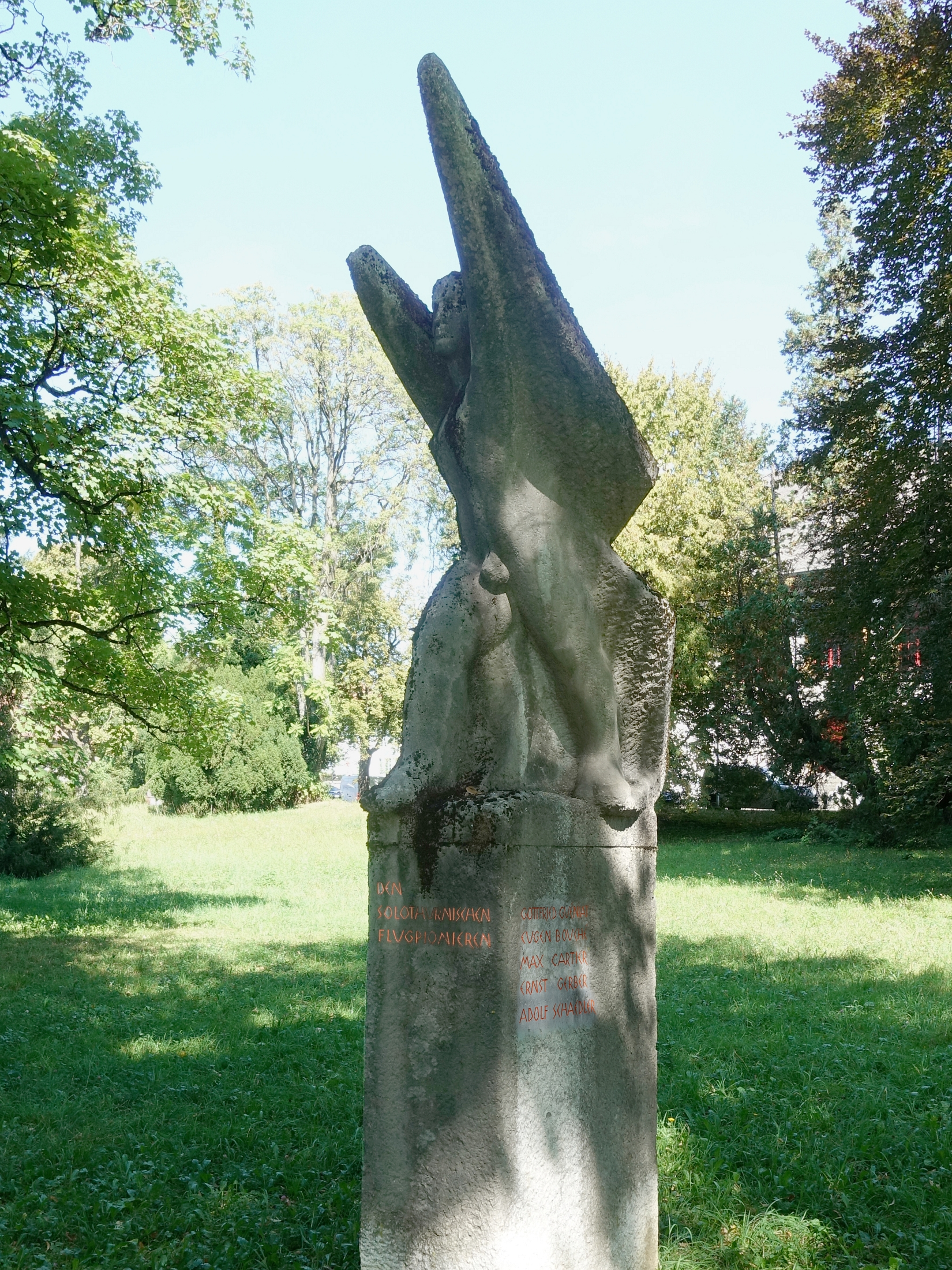
1968, Fliegerdenkmal in Solothurn

## Leben und Werk
Nach einer Bildhauerlehre bei Willi Schibler in Olten studierte Borer an der École des Beaux-Arts in Genf, der École des Beaux-Arts in Paris sowie an der Kunstakademie von Florenz. Nach Studienaufenthalten in Italien, Österreich, Deutschland und Südfrankreich von 1950 bis 1953 kehrte Hans Borer in den Kanton Solothurn zurück. Seit 1952 war er in Olten als freischaffender Bildhauer tätig. 1966 erwarb er ein Bauernhaus in Lohn, wo er seither lebte.
Im Kanton Solothurn finden sich verschiedene Skulpturen von Hans Borer im öffentlichen Raum, so das Fliegerdenkmal (1968)  in Solothurn, die 2019 neu an der Nordseite der Franziskanerkirche platzierte Skulptur, die in freier Gestaltung den «letzten Franziskaner» in Solothurn, Franz Louis Studer, darstellt, oder in Olten 1956 an der Bahnunterführung der Sälistrasse das Steinrelief «Olten», sowie zahlreiche Brunnen.

## Auszeichnungen
- 1999 Grand Prix des créateurs d’aujourd’hui in Arles
- 1998 Grand Prix de Sculpture in Aix-en-Provence
- 1986 1. Preis Centro Artistico Culturale in Neapel

## Ausstellungen
- 1995 Palacio de los Pimentel in Valladolid, Ludwigsburg und Schloss Waldegg bei Solothurn
- 1991 Centro Cultural de la Caixa de Estaivis in Terrassa
- 1989 Casa Lys, Salamanca

Weitere Einzel- und Doppelausstellungen in Frankreich, Spanien und der Schweiz.